# Now Kandeh (Gilan)
Pour l’article homonyme, voir Now Kandeh (homonymie).
Now Kandeh, également romanisé en Naukandeh et aussi connu sous les noms de Naukandekh et de Nowkandeh-ye Kūchek, est un village du district rural de Dinachal (en) dans le district de Pareh Sar dans le comté de Rezvanshahr dans la province de Gilan en Iran. Selon le recensement de 2006, sa population est de 1 071 habitants répartis en 293 familles.[réf. nécessaire]